# 阿尔玛·维瑟尔斯·约翰
阿尔玛·维瑟尔斯·约翰（英語：Alma Vessells John，1906年9月27日—1986年4月8日）是一位美国护士、通讯作家、广播电视名人和民权活动家，1906年出生于费城，高中毕业后移居纽约开始护理培训，1929年在哈莱姆医院护理学院完成学业。毕业后约翰做了两年护士，接着被提拔为哈莱姆医院教育及娱乐活动项目负责人。1938年，她因试图组织护士成立工会而被解雇，后来成为曼哈顿上城基督教女青年会实用护士学院的院长，也是纽约州历史上第一位担任护理学院院长的非裔美国人。1944年，约翰成为国家战争护理委员会讲师和顾问，一直任职到战争结束。同时她还是全国有色人种护士协会的最后一位理事，任职时间从1946年开始，直到1951年该协会解散。在此期间她的职责是为黑人妇女提供更多的护理岗位，将全国的黑人护士纳入国家保健系统。
1949年，约翰为WNBC全国广播电视台创作了一部名为《身穿白衣的黑人女性》的剧本，开启了她在广播和电台的第二事业。1952年，纽约WWRL电台播出了《家庭主妇俱乐部》。第二年，她成为第一位受邀加入妇女广播电视协会纽约分会的黑人电台名人，并成功举办了一场没有种族隔离的会议。1957年，她凭借剧本《青少年的正确选择》获得麦考尔金话筒奖，1959年，她成为WWRL电台女性节目的导演。在电台的25年职业生涯中，她创作了许多节目，提供了很多家庭生活贴士，医疗保健建议和社区服务信息。1970年，约翰开始出现在WPIX-TV的电视节目中。她在《黑人的骄傲与积极的黑人》节目中采访了很多黑人名人。约翰在1986年去世，并作为广播电台先锋人物而被人们铭记。

## 早年生活和教育经历
阿尔玛·维瑟尔斯[注释1]于1906年9月27日出生于宾夕法尼亚州费城，母亲海蒂（Née Taylor），父亲约瑟夫·维瑟尔斯(Joseph Vessells)。她出生于一个大家庭，有九个兄弟姐妹，家人长期与贫困作斗争。她十二岁时母亲去世，而作为最大的孩子，她必须抚养弟弟妹妹。约翰的父亲是木匠，而她则靠当家政和蔬菜削皮工来赚钱。维瑟尔斯家里有马库斯·加维出版的《黑人世界》一书，这对她的职业理念和种族自豪感产生了强烈影响。高中毕业后，她搬到纽约市学习护理，并于1926年就读于哈莱姆医院护理学院，后于1929年毕业。

## 事业

### 护理（1929–1951）
在获得执业执照后，维瑟尔斯在哈莱姆医院担任护士一职。1930 年，她被聘为医院教育和娱乐项目主任。在此工作期间，她邂逅了康沃尔·利斯利·约翰，二人于1937年10月1日结婚。利斯利来自于英属西印度群岛圣文森特，是纽约的一名理发师。1938年10月，约翰试图使护士们联合起来成立工会，要求医院提高工资并改善工作环境，但被医院解雇。
尽管同年在纽约举行的公务员大会上有人递交了一份请愿书要求医院撤销这一决定，但约翰在同年却接受了一个新的职位，那就是担任哈林上曼哈顿基督教女青年会实用护士学校的校长。约翰担任这一职务后，成为纽约州第一位实用护士学校的非洲裔校长。约翰在基督教女青年会工作到1944年离开，之后又担任全国战时护理委员会的讲师和顾问。作为艾丝特尔·梅西·里德尔（Estelle Massey Riddle）的助手，她通过增加黑人护士的数量解决了护理短缺的问题。他们的目标是为黑人学生建立培训机制，并为护理学校的管理人员、校长和公职人员提供指导，提高学生就业率。里德尔和约翰指出，美国种族隔离学校的存在意味着基础教育需要得到改善，从而帮助黑人学生完成护理培训，同时还要大力支持学校不断开发课程，为学生提供全面的教育。

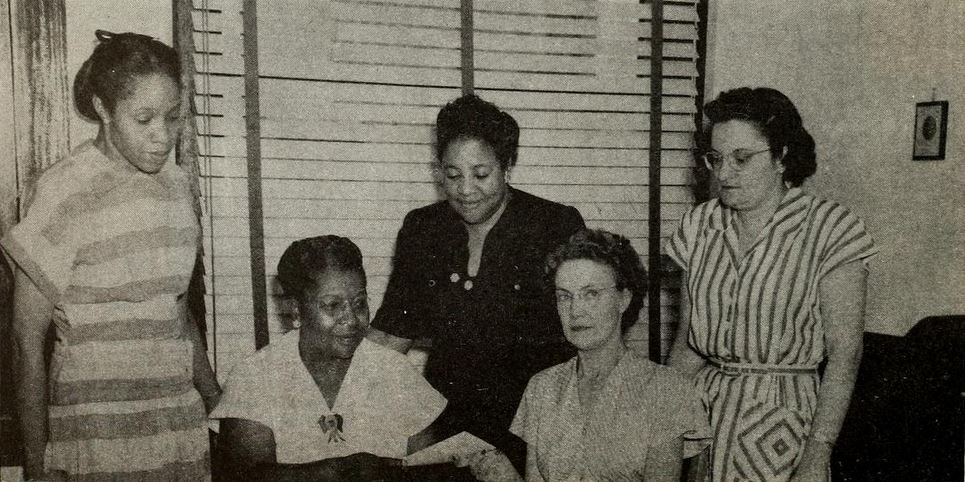
约翰，于1949年左右与合并北卡罗来纳州护士协会的女性合照

在在此期间，John 回到学校，加入阿尔法卡帕阿尔法组织（为维护非裔美国女性权力而成立的组织），并于 1946 年在纽约大学获得教育和公共卫生护理学士学位。1946年底，她成为首位加入全国儿童和青年委员会的护士。该组织的作用是就影响年轻人的问题向立法者提供建议。毕业后不久，她成为全国有色人种护士毕业生协会的执行主任。她的职责之一是消除阻碍黑人护士晋升的障碍和种族政策。另一个主要职责是协助全国有色人种护士毕业生协会合并为美国护士协会。她走遍了美国南部，试图消除白人护士对协会合并的担忧，为此她向黑人护士保证组织合并后他们的职业地位将会得到改善，并且还能享有更多的就业机会。
为了扩大受众和增加护理机会，约翰开始在广播电台播放节目。1949年，她写了一个剧本《身穿白衣的棕色女性》在全国广播电视播出，甚至还吸引了美国全国广播公司另一个电台节目执行官玛格丽特卡斯伯特（Margaret Cuthbert）前来咨询。该节目揭示了黑人妇女作为护士而奋斗的40年，在全国69个电台播出。在战争结束之前，她继续担任国家战争护理委员会的顾问，同时还是全国有色人种研究生护士协会的最后一位主任，并一直任职到该组织于1951年解散。
1950年，约翰被任命为全国有色人种国民权力动员协会的代表。她同其他代表一起，与哈里·杜鲁门（Harry Truman）总统直接对话，探讨黑人群体的迫切需求和国民权力需要。代表们强调，讨论的侧重点应放在取消投票税的自由权和联邦反私刑法上，但政府却把重心放在了公平雇佣行为的立法上。结束了全国有色人种护士协会的任期后，约翰报告称二战前，全国只有14所护理学校录取了黑人学生，到1950年，全国有304所护理学校允许非洲裔美国学生上学。她还指出，尽管全国只有五个州仍然禁止黑人护士加入协会，但全国各地区的工作机会和工资水平仍有差距。

### 广播电台工作时期（1952-1978）

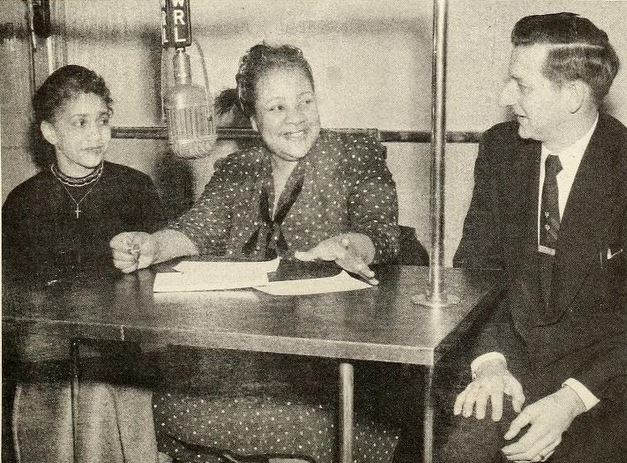
约翰（中）在WWRL的家庭主妇俱乐部的其中一集，展示了20世纪50年代在安娜·科林斯（左）和助理主任鲁道夫.霍尔木斯（右）的帮助下，由纽约迟缓儿童救助协会资助创办的约书亚学校取得了不错的成就。

1952年，《家庭主妇俱乐部》在WWRL纽约台播出。最初，该节目只有15分钟，但很快就延长到半小时，目的是吸引更多女性听众。该节目将家庭生活小窍门与约翰和她的客人的谈话穿插在一起。这些对话侧重于社会问题和社区事务，每周五天在全国范围内播出。同年，她和她的丈夫开始为纽约的游客提供礼宾服务，他们称之为‘服务之家’。由于她旅行经验丰富，她很清楚在陌生的城市安排旅行是一件多么困难的事，他们的业务就是提供满足旅行者所需的旅游信息，研究旅行安排，提供预订服务，并寻找满足各种需求的服务提供商。1953年，约翰成为第一位加入广播电视妇女协会纽约分会的黑人女性。她与美国第一位非洲裔美国女唱片骑师玛丽·迪·达德利（Mary Dee Dudley）成功发起了一场运动，让协会接纳了一项政策，那就是让她们的所有会议都安排在非隔离设施内举行。
从1954年开始，约翰制作了广播节目《阿尔玛·约翰与青少年的谈话》以及《对于青少年来说，什么才是正确的》，后者每周播出三次。这些节目鼓励黑人青年完成学业，争取就业机会，激励了许多黑人青年进入广播行业。《对于青少年来说，什么才是正确的》是由青少年制作和导演的，约翰帮助他们编写剧本、计划节目、安排访谈，并教他们使用录音设备。约翰还与他们所在的学校合作，为学生提供职业建议，帮助许多学生找到了工作。1957年，她在旧金山举行的妇女广播电视协会全国大会上还因该节目获得麦考尔金话筒奖。她是第一个获得该奖项的黑人妇女。1959年，约翰被提拔为WWRL广播电台妇女节目主任。

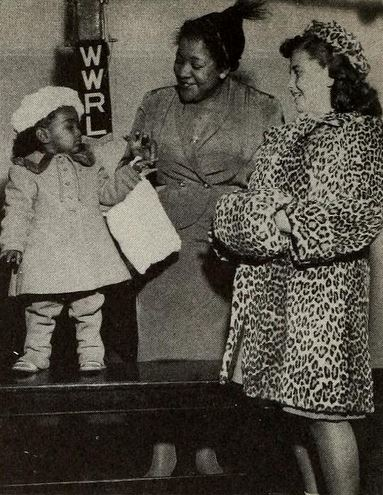
约翰（中）：WWRL家庭主妇俱乐部的“皮毛狂热”情节，里贾纳·贝里（左）和瓦莱丽·利布蒂（右），照片拍摄于1950年代

在约翰与WWRL广播电台合作的25年中，她制作了各种关于家庭的系列节目，如《阿尔玛·约翰的购物指南》、《与阿尔玛·约翰一起共度家庭时光》、《家用贴士》和《色彩之言》等，其中还就预算、信贷、装饰和营养方面提供了建议。她制作了各种各样的节目，包括《家门口的世界》，这是一个以与外国游客交谈为特色的采访节目，此外还有一个面向老年人的节目，名为《黄金时代》。她制作的其他节目包含了公共服务类信息，如健康和民权问题，并邀请了像埃莉诺·罗斯福（Eleanor Roosevelt）这样的知名嘉宾。1960年，她受到全国城市联盟的表彰，在整个职业生涯中，她获得了各种民间组织的众多奖项和荣誉。
1970年，纽约市WPIX电视台邀请她主持一个有关黑人问题和成就的节目。接下来的两年，她主持了《黑人的骄傲》，并于1972年成为该节目的制片人。节目每周播放两次，邀请的嘉宾包括科雷塔·斯科特·金（Coretta Scott King）、埃拉·菲茨杰拉德（Ella Fitzgerald）、爱迪特·盖恩斯（Edythe J. Gaines）、罗伯塔·弗莱克（Roberta Flack）、罗莎·帕克斯（Rosa Parks）和帕梅拉·斯特罗贝尔（Pamela Strobel）（又名帕梅拉公主）等。她还主持了系列谈话《积极的黑人》。她的最后一部作品是1978年为WPIX制作的脱口秀节目《实话实说》。

### 后期职业（1977–1986）
约翰主持成立了阿尔玛·约翰工作坊，并在1979至1986年出版了同名报刊。工作坊旨在促进社区进步、改善教育和公共卫生。他们为所有年龄段的社区成员提供了分享其创意作品的地方，并组织了一系列活动，如参观监狱、拘留中心或儿童之家为了加强工作坊与外界的沟通，她经常旅行，与各种组织和团体交流。

## 死亡与遗产
约翰于1986年4月8日在哈莱姆医院因前一天中风去世。她的葬礼于4月12日在哈莱姆的圣保罗浸信会教堂举行，5月1日，美国众议院向她致敬。她因在争取民权、护理方面的贡献和作为先驱电台人物而为人们铭记。她影响了许多媒体专业人士的职业生涯，如加里·伯德（Gary Byrd）、巴勃罗·古兹曼（Pablo Guzmán）、大卫·兰佩尔（David Lampel）和吉尔·诺布尔（Gil Noble）等。约翰的遗嘱被提交到纽约市的朔姆堡黑人文化研究中心，该中心于1990年收藏了这些遗嘱。她是杰奎琳·盖尔斯·韦伯制作的史密森尼系列纪录片《黑色电台：实话实说》中的电台先驱之一。相关的档案记录，包括录音采访约翰的内容被安置在布卢明顿印第安纳大学非裔美国人音乐和文化档案馆中。